# Huanggu
Huanggu, tidigare känt som Huangutun, är ett stadsdistrikt i Shenyang i Liaoning-provinsen nordöstra Kina.
Huanggu uppstod vid det tidigare 1900-taket som ett järnvägssamhälle kring stationen Huanggutun på järnvägen mellan Mukden och Peking.
Den 4 juni 1928 blev krigsherren Zhang Zuolin utsatt för ett attentat när hans tåg passerade stationen och han avled ett par timmar i sviterna efter attentatet.